# Гриб Юрій Миколайович
Юрій Миколайович Гриб (17 червня 1975, с. Княжа, Черкаська область — 25 лютого 2022, Херсонська область) — український військовослужбовець, старший сержант Збройних сил України, учасник російсько-української війни. Кавалер ордена «За мужність» III ступеня (2022, посмертно).

## Життєпис
Юрій Гриб народився 17 червня 1975 року в селі Княжа, нині Звенигородської громади Звенигородського району Черкаської области України.
Після закінчення Княжицької середньої школи проходив строкову службу у повітряно-десантних військах. Після закінчення строкової служби розпочав службу в органах внутрішніх справ — у Звенигородському райвідділі. Згодом працював на різних посадах на підприємствах і організаціях Черкащини.
Від 2014 році брав активну участь у бойових діях на території Донецької та Луганських областей.
Старший сержант, командир відділення окремої десантно-штурмової бригади. Загинув 25 лютого 2022 року внаслідок російського обстрілу на Херсонщині.
Похований 20 грудня 2022 року в родинному селі.

## Нагороди
- орден «За мужність» III ступеня (31 березня 2022, посмертно) — за особисту мужність, героїзм і самовіддані дії, виявлені у захисті державного суверенітету та територіальної цілісності України, вірність військовій присязі[1].